# Плодородний
Плодоро́дний (рос. Плодородный) — селище у складі Новосергієвського району Оренбурзької області, Росія.

## Населення
Населення — 93 особи (2010; 140 у 2002).